# Јован Крнета
Јован Крнета (Београд, 4. мај 1992) је српски фудбалер. Игра у одбрани.

## Каријера
Јован Крнета је у млађим категоријама наступао за Партизан. Неколико пута је чак био прикључен и првом тиму, али никада није дебитовао за клуб из Хумске у званичним утакмицама. У јануару 2011. године потписао је уговор са Црвеном звездом након што му је истекао уговор са Партизаном. Скоро целу прву годину у Црвеној звезди провео је на позајмици у клупској филијали Сопоту. У јануару 2012. године промовисан је у првотимца Црвене звезде и 14. марта је дебитовао у првенственом мечу против Смедерева. Са Црвеном звездом је освојио Суперлигу Србије у сезони 2013/14. У августу 2014. потписао је за Раднички 1923 из Крагујевца. Након једне полусезоне у Радничком, прешао је у украјински Черноморец где је провео други део такмичарске 2014/15. Затим је две и по године био члан азербејџанског ФК Зира, а потом је потписао за грчки Левадијакос. У сезони 2020/21. наступао је за Инђију са којом је испао из Суперлиге Србије. Након тога је пола године био без ангажмана да би за други део сезоне 2021/22. прешао у Рудар из Пљеваља са којим је наступао у црногорској Првој лиги. У септембру 2022. потписао је за српсколигаша Смедерево. Са екипом Смедерева освојио је прво место у Српској лиги Запад чиме је изборен пласман у други ранг такмичења, Прву лигу Србије. У августу 2023. потписао је за Хајдук 1912 из Куле, члана Српске лиге Војводине. Након полусезоне у Хајдуку прешао је у Омладинац из Нових Бановаца.